# Metapone jacobsoni
Metapone jacobsoni é uma espécie de formiga do gênero Metapone, pertencente à subfamília Myrmicinae.